# DFB-Pokal der Frauen 2019-2020
La DFB Pokal der Frauen 2019-2020 è stata la quarantesima edizione della Coppa di Germania, organizzata dalla federazione calcistica della Germania (Deutscher Fußball-Bund - DFB) e riservata alle squadre femminili che partecipano ai campionati di primo e secondo livello, rispettivamente 12 dalla Frauen-Bundesliga, 8 dalla 2. Frauen-Bundesliga, oltre a una selezione di otto squadre provenienti dalla Regionalliga come completamento organico. Come per i nove anni precedenti, la finale si è disputata al RheinEnergieStadion di Colonia.
Il vincitore del torneo è stato il Wolfsburg, alla sua settima Coppa conquistata, che nella finale del 4 luglio 2020 ha superato ai tiri di rigore le avversarie del SGS Essen dopo che i tempi regolamentari erano terminati con tre reti per parte, mentre capocannoniere del torneo è stata la tedesca Sarah Grünheid dell'Arminia Bielefeld.
A causa della pandemia di COVID-19, il 16 marzo venne annunciato che la competizione era sospesa fino al 19 aprile. Tuttavia per il perdurare del rischio di contagio il 3 aprile la federazione estese la sospensione fino al 30 aprile. Il 20 maggio venne annunciata la ripresa del torneo dal 2 giugno, con gli incontri rimasti da disputarsi tutti a porte chiuse.

## Squadre partecipanti
Partecipano alla competizione quarantanove squadre, ridotte a ventotto dalla fase finale: le dodici di Frauen-Bundesliga, le otto (su quattordici) di 2. Frauen-Bundesliga e le quattro (su cinque) vincitrici del loro girone di Regionalliga più quattro seconde classificate.

### Frauen-Bundesliga
- 1. FFC Francoforte
- Bayern Monaco
- Bayer Leverkusen
- Borussia M'gladbach
- Friburgo
- Hoffenheim
- MSV Duisburg
- Sand
- SGS Essen
- Turbine Potsdam
- Werder Brema
- Wolfsburg

### 2. Frauen-Bundesliga
- Cloppenburg
- Colonia
- Gütersloh
- Jena
- Meppen
- Saarbrücken
- Hessen Wetzlar
- Weinberg

### Regionalliga
- Andernach
- Arminia Bielefeld
- Union Berlino
- Borussia Bocholt
- Ingolstadt
- Niederkirchen
- Norimberga
- Walddörfer

## Date
| Fase        | Turno            | Andata              | Ritorno             |
| ----------- | ---------------- | ------------------- | ------------------- |
| Preliminari | 1º turno         | 3-4 agosto 2019     | 3-4 agosto 2019     |
| Preliminari | 2º turno         | 7-8 settembre 2019  | 7-8 settembre 2019  |
| Fase finale | Ottavi di finale | 16-17 novembre 2019 | 16-17 novembre 2019 |
| Fase finale | Quarti di finale | 21-22 marzo 2020    | 21-22 marzo 2020    |
| Fase finale | Semifinali       | 18-19 aprile 2020   | 18-19 aprile 2020   |
| Fase finale | Finale           | maggio 2020         | maggio 2020         |

Dai quarti di finale in poi le date sono state spostate per le conseguenze della pandemia di COVID-19.

## Calendario

### Ottavi di finale
Il sorteggio si è tenuto il 13 settembre, mentre gli incontri si sono disputati il 16 e 17 novembre 2019.
| Squadra 1          | Risultato   | Squadra 2         |
| ------------------ | ----------- | ----------------- |
| Hoffenheim         | 6 - 1       | Jena              |
| 1. FFC Francoforte | 0 - 1       | Bayer Leverkusen  |
| Werder Brema       | 0 - 2       | Sand              |
| Bayern Monaco      | 1 - 3       | Wolfsburg         |
| Friburgo           | 2 - 3       | Turbine Potsdam   |
| Norimberga         | 1 - 2       | Arminia Bielefeld |
| Saarbrücken        | 3 - 4 (dts) | Gütersloh         |
| Colonia            | 1 - 3       | SGS Essen         |

### Quarti di finale
Il sorteggio si è tenuto il 9 febbraio 2020. Gli incontri si sono disputati il 2 e 3 giugno 2020.
| Squadra 1         | Risultato   | Squadra 2  |
| ----------------- | ----------- | ---------- |
| Bayer Leverkusen  | 3 - 2 (dts) | Hoffenheim |
| Arminia Bielefeld | 3 - 2       | Sand       |
| Turbine Potsdam   | 1 - 3       | SGS Essen  |
| Gütersloh         | 0 - 3       | Wolfsburg  |

### Semifinali
Il sorteggio si è tenuto il 26 maggio 2020. Le partite sono state disputate il 10 e 11 giugno 2020 a porte chiuse.
| Squadra 1         | Risultato | Squadra 2 |
| ----------------- | --------- | --------- |
| Arminia Bielefeld | 0 - 5     | Wolfsburg |
| Bayer Leverkusen  | 1 - 3     | SGS Essen |

### Finale
| Arbitro: | Nadine Westerhoff |

|                                      |                      |                                          |
| Harder 11’ Blässe 70’ Bloodworth 86’ | Marcatori            | 1’ Schüller 18’ Hegering 90+1’ Ioannidou |
| Bloodworth Neto Popp Goeßling Harder | Tiri di rigore 4 – 2 | Schüller Oberdorf Ioannidou Brüggemann   |

## Classifica marcatrici
Elenco della classifica marcatrici della DFB-Pokal 2019-20. L'ordinamento è in base alle reti siglate e, in caso di parità, per ordine alfabetico.
| Gol | Rigori |  | Giocatore      | Squadra           |
| --- | ------ |  | -------------- | ----------------- |
| 8   |        |  | Sarah Grünheid | Arminia Bielefeld |